# 克洛鎮區 (明尼蘇達州基特遜縣)
克洛鎮區（英語：Clow Township）是位於美國明尼蘇達州基特遜縣的一個行政鎮區。

## 地方資料
克洛鎮區的面積為117.80平方千米，當中陸地面積為117.66平方千米，而水域面積為0.13平方千米。根據2020年美國人口普查的數據，當地共有人口33人，而人口密度為每平方千米0.28人。